# Olivia Lum
Pour les articles homonymes, voir Lum.
Olivia Lum (en mandarin : 林爱莲), née à Kampar en Malaisie, est la fondatrice, présidente et CEO de Hyflux.